# HaHaHa Production
HaHaHa Production este o casă de discuri și un studio de producție muzicală din România, înființat în 2008, la inițiativa cântărețului, compozitorului și producătorului Smiley. HaHaHa Production produce muzică pentru artiști cu stiluri diferite: pop, dance, R&B, house, electro și hip-hop. 

## Producție muzicală
Principalul obiect de activitate al HaHaHa Production este producția muzicală. Dispune de 5 studiouri de înregistrare, în care lucrează o echipă de 9 producători și 8 textieri. Aceștia se ocupă de întregul proces de producție muzicală, de la furnizarea de idei creative, urmată de înregistrare, mixaj, postproducție și masterizare.
HaHaHa Production produce muzică pentru artiști interni, cât și pentru artiști de la alte case de discuri din România. Smiley, Alex Velea, Antonia, Loredana Groza, CRBL, Andra, Randi, Corina, Puya, Delia, Elena Gheorghe, Anda Adam, Andreea Bănică, Taxi sau Mandinga, sunt câțiva dintre artiștii care au colaborat cu HaHaHa Production pe partea de producție.
De asemenea, HaHaHa Production a produs și co-produs single-uri pentru artiști internaționali, precum: In-Grid, Sway, Snoop Dogg, Flo Rida, Mario Winans, Kaan, Muneer, Cozi Costi, Francesco Diaz, Junior Caldera sau DJ Smash.
Pe lângă piese de artiști, producția muzicală cuprinde și coloane sonore de film, pachete audio pentru posturi de radio și muzică pentru reclame.
HaHaHa Production are în prezent și o divizie internațională - Romdrops, care se află în Los Angeles. În cadrul acestei noi companii, HaHaHa Production duce la nivel internațional producția muzicală, cu ajutorul producătorilor label-ului muzical.
În interiorul casei de producție au loc sesiuni muzicale cu diferiți artiști, atât din Romania cât și din străinătate, organizându-se "camp-uri muzicale". Aceste evenimente au drept scop producerea unor piese noi care se vor lansa de-a lungul timpului.  La un "camp muzical" participă artiști, producători și songwriteri (compozitori) și lucrează împreună.

## Artiști HaHaHa Production
În 2024, în portofoliul HaHaHa Production se regăsesc următorii artiști:
- Cabron [6]
- Dorian [6]
- Feli [6]
- IOVA [6]
- Jean Gavril
- JUNO [6]
- Paul Damixie [6]
- Smiley [6]
- Sore Mihalache
- Mark Stam
- Raris & Daria Crișan
- Villia
- Cristian Porcari
- ADDA

După ce a participat la Românii au Talent, sezonul 14, Golden Buzz-ul lui Smiley și al lui Pavel Bartoș, Villia, s-a alăturat echipei HaHaHa Production. Artista a lansat piesele "Oceanul", "Trec peste" și "Norocul Meu".
În 2024 s-a alăturat echipei Ha și Cristian Porcari, artist din Republica Moldova, care aparține de casa de producție The One Records. Cele mai cunoscute piese ale artistului sunt: "Vecinii de Bloc" (Iuliana Beregoi feat. Cristian Porcari) și "Chef de ceartă"
Și ADDA face parte din portofoliul de artiști al HaHaHa Production și a lansat piesele Valuri, Așa e Dragostea, Un om mai bun.

## Producție muzicală și video și organizare de evenimente
Pe lângă producție muzicală, compania oferă servicii de publishing, artist management, artist marketing, booking, event management, talent scouting sau producție video.
De aproape trei ani, HaHaHa Production are și o divizie de producție video: HaHaHa Video Production. Până în 2015 au fost produse câteva zeci de clipuri pentru artiști Alex Velea, Mihai Ristea, Sore Mihalache, Feli, Silviu Pașca și Don Baxter.
De asemenea, HaHaHa Production s-a implicat și în organizarea de diferite evenimente, printre care se află concertul lui Smiley de la Sala Palatului din 1 martie 2014 sau Revelionul HaHaHappy New Year 2015, eveniment produs de Primăria Municipiului București, prin ARCUB.
În acest moment, HaHaHa Production acoperă întregul proces de producție muzicală, de la idei creative la înregistrare, mixaj, postproducție și masterizare.
De-a lungul timpului, în interiorul studiourilor HaHaHa Production au luat naștere mai multe hit-uri ale unei generații. Cele mai cunoscute piese ale artiștilor de la Ha au fost produse in-house, alături de Lucian Nagy, Roland Kiss, Șerban Cazan, Florin Boka (Feenom), Vladimir Coman Popescu (Chopsticks), Vlad Popescu, Andrei Barz, Darius Drăgoi producători din studiourile HaHaHa Production.
Șerban Cazan a produs și a compus pentru celebrul artist Rag'n'Bone Man, alături de divizia internațională HaHaHa Production, numită Romdrops. . Producătorul a lucrat și cu Rita Ora și Fatboy Slim pentru piesa "Praise You" (Praising You).. Rita Ora a cântat piesa produsă de Șerban Cazan la Eurovision 2023.
Chopsticks (Vladimir Coman Popescu) a fost co-producător pentru piesa "Neon Lights", a lui Demi Lovato, tot în proiectul Romdrops.
În 2024 HaHaHa Production contribuie la organizarea festivalului de muzică pentru familii cu copii, Big Little Festival. Evenimentul are loc între 21 și 23 iunie 2024.
Tot în vara anului 2024, HaHaHa Production alături de parteneri și sponsori, s-a implicat și în organizarea evenimentului SMILEYVERSE, concertul lui Smiley de Ziua Internațională a Copilului.

## Divizia interațională
Divizia internațională a lui HaHaHa Production se numește Romdrops. Compania are sediul principal în Los Angeles. HaHaHa Production împreună cu firma de management muzical Milk&Honey și Oak Felder sunt fondatorii casei de producție Romdrops. Oak Felder (Warren "Oak" Felder) este scriitor și producător din Los Angeles și este cunoscut în întreaga lume pentru duo-ul Pop & Oak. Oak este câștigător al premiului Grammy.
Romdrops a luat naștere la 13 ani după înființarea HaHaHa Production. Obiectivul acestui proiect este lansarea HaHaHa Production la nivel international. Așadar, Romdrops este o nouă companie de publishing și producție muzicală care se află la intersecția dintre managementul talentelor și inovație. Romdrops își propune să descopere și să propulseze talentele muzicale pe scenele globale.
Povestea Romdrops a început când HaHaHa Production a găzduit un camp muzical în inima Transilvaniei. La acest eveniment au participat atât artiști, scriitori și producători muzicali de la HaHaHa Production, cât și personalități din industria muzicală internațională. Printre aceștia se enumeră: Oak Felder, Sebastian Kole Arhivat în 21 aprilie 2024, la Wayback Machine., Wayne Hector, Orla Gartland și mulți alții.
Romdrops a căpătat o oarecare notorietate la nivel mondial datorită lui Iam Tongi, câștigătorul emisiunii-concurs American Idol. Piesa pe care artistul de origine hawaiiană a cântat-o, „I'll Be Seeing You” a fost produsă de  Florin Boka (Feenom) și Roland Kiss, producători muzicali de la HaHaHa Production, alături de Oak Felder.
Pe lângă acest hit care a ajuns o vreme locul 1 în Top 100 ITunes în America, Romdrops a lansat „American Grace”, cântată de Zachariah Smith, a producătorului de la HaHaHa Production, Lucian Nagy, tot pentru concursul televizat American Idol.
Anterior, Șerban Cazan produsese piesa „Praising You” de Rita Ora și Fatboy Slim. Piesa este un remake pentru "Praise You". De asemenea, Șerban Cazan a mai fost implicat, alături de James Carter, James Blunt și Ofenbach și Vladimir Chopsticks (producător HaHaHa Production) la alcătuirea piesei "Can't Forget You". Pe lângă aceste colaborări internaționale, Șerban Cazan lucrează și cu Rag'n'Bone pentru viitorul album al marelui artist de origine britanică.
Șerban Cazan a produs și piesa "Mantra" a artistei de origine sud-coreeană Jennie Max. Piesa a devenit, la circa 10 ore de la lansare, locul 1 în trending pe YouTube în 16 țări. Ulterior, pentru piesa aceasta, Șerban Cazan a fost nominalizat Best Producer at the Asian Pop Music Awards 2024.

## Canalul de YouTube
HaHaHa Production este unul dintre partenerii oficiali locali ai YouTube, alături de Roton, Cat Music, MediaPro Music și TVR. Primul material video încărcat pe platforma locală a YouTube a fost clipul piesei “Mi-ai intrat în cap” interpretată de Jazzy Jo feat. Dorian. Materialul cu cele mai multe vizualizări de pe canalul de YouTube este videoclipul piesei "Minim doi" - Alex Velea.
În anul 2024, canalul de YouTube al HaHaHa Production adună 1.38 milioane de abonați. 